# Bewährungshilfe
Bewährungshilfe ist eine Form der ambulanten Straffälligenhilfe mit dem Ziel, die betreuten Personen vor weiterer Delinquenz zu bewahren und sozial zu integrieren.

## Bewährungshilfe in Deutschland

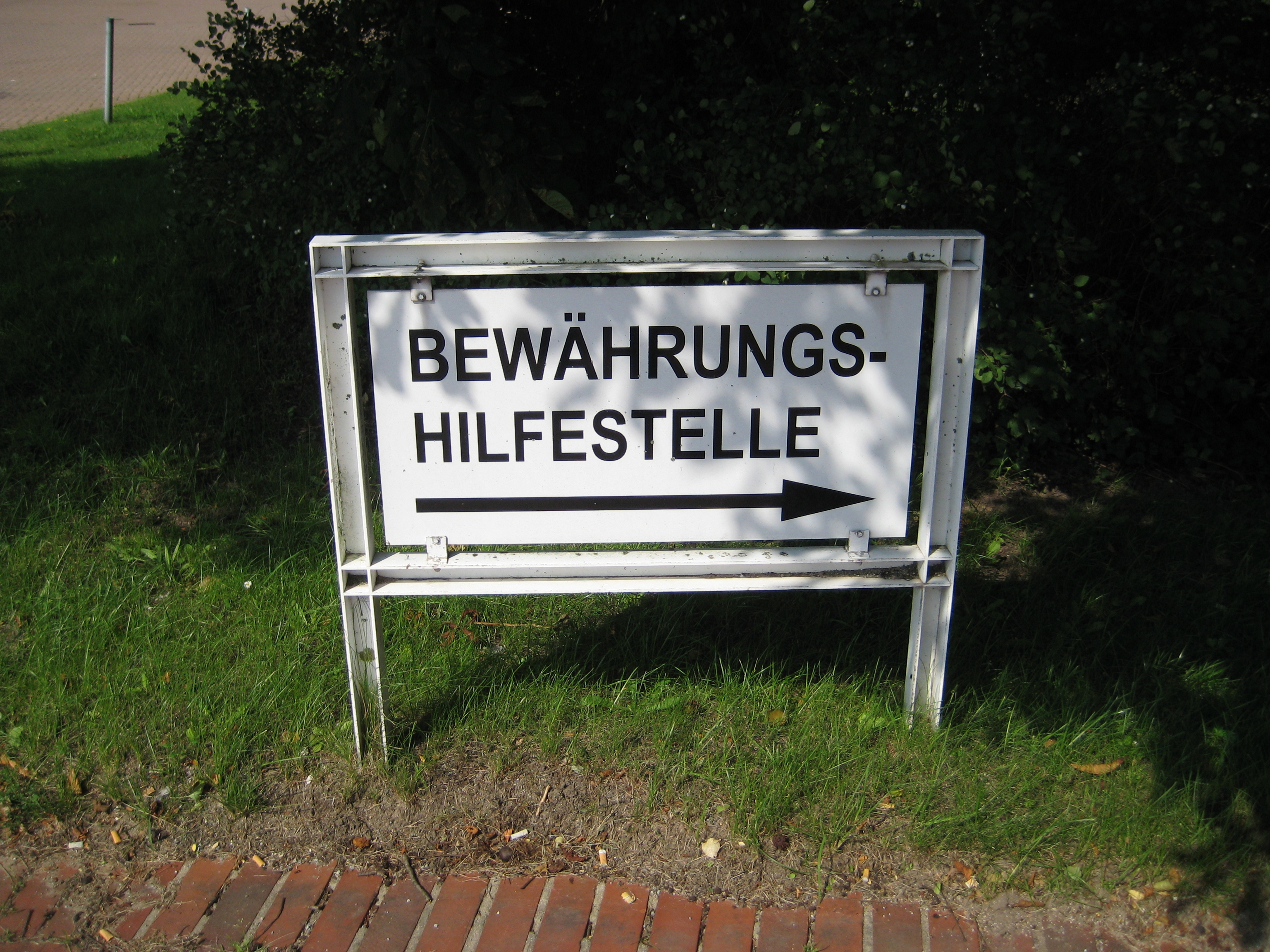
Bewährungshilfe am Landgericht Itzehoe

Die staatliche Bewährungshilfe gehört zur dritten Säule der Strafrechtspflege in Deutschland. Sie ist in § 56d StGB geregelt. In Abgrenzung zum richterlich „bestellten“ Bewährungshelfer ist sie eine Organisation. Sie ist der Resozialisierung von Straftätern verpflichtet und bemüht, haupt- oder ehrenamtlich Hilfe zur Selbsthilfe anzubieten. Rechtskonformes Handeln soll erlernt und rechtswidrigem Handeln vorgebeugt werden. Organisiert sind die Institutionen der ambulanten Straffälligenhilfe in zahlreichen Fachverbänden.

### Geschichte und Rechtsgrundlagen
Die Vorläufer der Bewährungshilfe in Deutschland reichen bis in das 19. Jahrhundert zurück. Am 1. Oktober 1953 wurde die Bewährungshilfe für Jugendliche geschaffen und, einige Monate später, am 1. Januar 1954, jene für Erwachsene. Im Erwachsenenstrafrecht regelten zunächst die §§ 23 ff. die Bewährungshilfe, bis sie mit dem ersten Strafrechtsreformgesetz (StrRG) 1969 von den §§ 56 und 57 StGB abgelöst wurden. Das Jugendgerichtsgesetz (JGG) sah zwar bereits 1923 eine Strafaussetzung zur Bewährung vor, wurde aber 1943 wieder abgeschafft. Heute wird die Bewährungshilfe im Erwachsenenstrafrecht zusätzlich durch die §§ 57, 58 und 59 a StGB und im Jugendstrafrecht durch die §§ 21, 27, 88, 89 JGG geregelt. Am 2. Januar 1975 trat das zweite Strafrechtsreformgesetz in Kraft, das mit der Führungsaufsicht für die Bewährungshilfe eine neue Klientel – die in der Bewährungshilfe Proband bzw. Probandin heißt – vorsah. Haben die Bewährungshelfer zuvor Verurteilte betreut, deren Prognose als günstig eingeschätzt war, kam nun eine Klientel auf sie zu, deren Prognose nach Vollverbüßung oder Entlassung aus dem Maßregelvollzug mindestens zweifelhaft war.

### Aufgaben und Ziele
Eine Freiheitsstrafe, die zwei Jahre nicht übersteigt, ebenso wie eine bereits teilweise verbüßte Gefängnisstrafe, kann vom Gericht zur Bewährung ausgesetzt werden. Für die Dauer der Strafaussetzung zur Bewährung unterstellt das Gericht den Verurteilten häufig der Aufsicht und Leitung eines durch richterlichen Beschluss bestellten Bewährungshelfers. Die Inanspruchnahme einer Bewährungshilfe wirkt sich im Regelfall so aus, dass ein vorzeitiger Straferlass begünstigt wird.
Bei Jugendstrafen gilt dieses Instrument grundsätzlich. Ziel der Bewährungshilfe ist es, die Integration in die Gesellschaft zu unterstützen und weiteren Straftaten vorzubeugen. Gelingt Letzteres, wird dem Verurteilten die Strafe nach Ablauf der Bewährungszeit erlassen.
Bewährungshilfe versucht das zu erreichen, indem sie den bewährungsunterstellten Menschen ausschließlich mit Mitteln der Sozialarbeit bzw. der Sozialpädagogik hilft, ein Leben in sozialer Verantwortung zu führen und Unterstützung gewährt. Helfen bedeutet in diesem Fall „Hilfe zur Selbsthilfe“. Die zweite Hauptaufgabe ist die Überwachung der vom Gericht den Probanden auferlegten Auflagen und Weisungen. Bei Verstößen gegen Auflagen oder bei neuen Straftaten kann die gewährte Aussetzung der Freiheitsstrafe widerrufen werden.

### Strukturelle Umsetzung
Die Umsetzung der Aufgaben der Justiz ist Ländersache. Meist gehört die Bewährungshilfe organisatorisch zum jeweiligen Landgericht. Die tatsächliche Organisation, Dienstaufsicht und Umsetzung der Bewährungshilfe muss für jedes Bundesland gesondert abgefragt werden. Weitere Informationen hierzu werden auf den Websites der jeweiligen Justizministerien, aber auch die der Oberlandes- und Landgerichte vorgehalten.
Bewährungshilfe ist heute ausschließlich in staatlicher Trägerschaft verhaftet. Die Besonderheit Baden-Württembergs war es von 2006 bis zum Jahr 2016, in privater Trägerschaft bei einem gemeinnützigen Verein organisiert gewesen zu sein. Diese Organisationsform wurde vom Bundesverwaltungsgericht mit Urteil vom 27. November 2014 – BVerwG 2 C 24.13 – als rechtswidrig eingestuft.

## Bewährungshilfe in Österreich
In Österreich wird die Bewährungshilfe vom Verein Neustart durchgeführt. Eine direkt vom Staat organisierte Bewährungshilfe gibt es in Österreich nicht. Der Verein Neustart wird über das Bundesministerium für Justiz finanziert. Im Jahr 2019 erhielt Neustart 40 Millionen Euro. Geregelt ist die Bewährungshilfe in Österreich im Bewährungshilfegesetz (BewHG).

## Bewährungshilfe in den USA
Während in den USA bis in die frühen 1970er-Jahre das Hauptaugenmerk der Probation auf Hilfeprozessen für betreute Probanden gelegen war, fokussiert diese seither in erster Linie auf die lückenlose Kontrolle der Probanden.